# Vuk Hamović
Vuk Hamović (Beograd, 1949.) srpski je poduzetnik.
Hamović je rođen u obitelji Ratomira Hamovića, generala Jugoslavenske narodne armije i Ljerke Durbešić.
Godine 1972. diplomirao je, a 1974. magistrirao na Ekonomskom fakultetu u Beogradu. Niz godina bio je djelatnik Energoprojekta, a nakon 1987. godine osniva nekoliko privatnih tvrtki koje posluju u financijskom i energetskom sektoru.
Godine 1992. poslovne aktivnosti premješta u London, gdje osam godina kasnije osniva tvrtku Energy Financing Team (EFT) koja se bavi kupoprodajom električne energije. U novije vrijeme gradi i vlastita elektroenergetska postrojenja.
Jedan je od osnivača beogradskog tjednika Vreme, a poduprao je i političko djelovanje Milana Panića.

## Vanjske poveznice
Mrežna mjesta
- Vuk Hamović  Arhivirana inačica izvorne stranice od 23. prosinca 2017. (Wayback Machine), osobno mrežno mjesto (srp.)
- Energy Financing Team Group (engl.)